# Ezra Clark

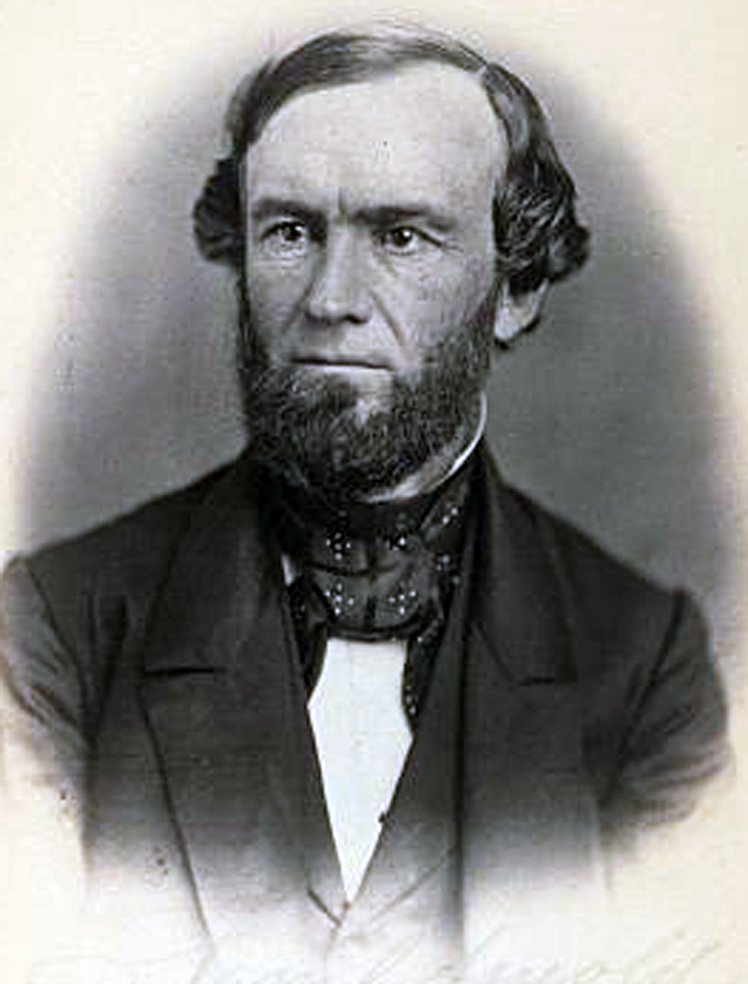
Ezra Clark (1859)

Ezra Clark Jr. (* 12. September 1813 in Brattleboro, Vermont; † 26. September 1896 in Hartford, Connecticut) war ein US-amerikanischer Politiker. Zwischen 1855 und 1859 vertrat er den ersten Wahlbezirk des Bundesstaates Connecticut im US-Repräsentantenhaus.

## Werdegang
Im Jahr 1819 kam Ezra Clark mit seinen Eltern nach Hartford in Connecticut. Dort besuchte er die öffentlichen Schulen. Danach wurde er Eisenwarenhändler. Außerdem war er Mitglied im Stadtrat von Hartford. Ezra Clark wurde Präsident der National Screw Co. in Hartford, die später mit der American Screw Co. in Providence fusionierte. Clark war in Hartford auch als Richter am städtischen Gericht tätig, was auf ein früheres Jurastudium schließen lässt. Politisch wurde er Mitglied der relativ kurzlebigen American Party.
1854 wurde er im ersten Distrikt von Connecticut in das US-Repräsentantenhaus in Washington, D.C. gewählt. Dort trat er am 4. März 1855 die Nachfolge des Demokraten James T. Pratt an. Zwei Jahre später trat Clark zur Republikanischen Partei über, als deren Kandidat er 1856 erneut in den Kongress gewählt wurde. Damit konnte er bis zum 3. März 1859 zwei zusammenhängende Legislaturperioden im Kongress absolvieren. Von 1855 bis 1857 war er Vorsitzender des Handwerkerausschusses (Committee on Manufactures). Im Jahr 1860 wurde er nicht wiedergewählt.
Nach dem Ende seiner Zeit im US-Repräsentantenhaus widmete sich Clark seinen privaten Angelegenheiten. Von 1882 bis 1895 war er Vorsitzender des Wasserausschusses der Stadt Hartford. Viele Jahre fungierte er auch als Präsident des dortigen Young Men’s Institute. Ezra Clark starb am 26. September 1896 in Hartford.